# Attapulgus
Attapulgus és una població dels Estats Units a l'estat de Geòrgia. Segons el cens del 2000 tenia 492 habitants.

## Demografia
Segons el cens del 2000, Attapulgus tenia 492 habitants, 179 habitatges, i 129 famílies. La densitat de població era de 237,5 habitants per km².
Dels 179 habitatges en un 31,8% hi vivien nens de menys de 18 anys, en un 49,2% hi vivien parelles casades, en un 16,2% dones solteres, i en un 27,4% no eren unitats familiars. En el 25,7% dels habitatges hi vivien persones soles l'11,7% de les quals corresponia a persones de 65 anys o més que vivien soles. El nombre mitjà de persones vivint en cada habitatge era de 2,75 i el nombre mitjà de persones que vivien en cada família era de 3,29.
Per edats la població es repartia de la següent manera: un 28,7% tenia menys de 18 anys, un 9,1% entre 18 i 24, un 27,4% entre 25 i 44, un 20,3% de 45 a 60 i un 14,4% 65 anys o més.
L'edat mediana era de 34 anys. Per cada 100 dones de 18 o més anys hi havia 86,7 homes.
La renda mediana per habitatge era de 25.625 $ i la renda mediana per família de 29.167 $. Els homes tenien una renda mediana de 23.750 $ mentre que les dones 16.477 $. La renda per capita de la població era d'11.204 $. Entorn del 16,7% de les famílies i el 26% de la població estaven per davall del llindar de pobresa.

## Poblacions més properes
El següent diagrama mostra les poblacions més properes.